# Новицкий, Михаил Валентинович
Михаил Валентинович Новицкий (род. 17 декабря 1963, Браилов, Винницкая область) — российский актёр, музыкант, художник, эколог, писатель и общественный деятель.

## Биография
Родился 17 декабря 1963 года в селе Браилове Украинской ССР в семье токаря Валентина Феликсовича Новицкого и Ольги Моисеевны Борцовой. Дед, Моисей Николаевич Борцов, ремесленник, погиб в Великой Отечественной войне. Бабушка, Сытник (Борцова) Мария Петровна, крестьянка, во время войны участница партизанского движения.
В 1967 году переехал вместе с семьёй в Казахстан на освоение целины. Там окончил школу.
С 1979 по 1983 гг. учился в Атбасарском техникуме механизации и электрификации сельского хозяйства по профессии «мастер сельского гражданского строительства» (красный диплом). В техникуме активно занимался художественной самодеятельностью, участвовал в постановке спектаклей в «Атбасарском Театре Драмы».
С 1983 по 1985 гг. служил в рядах Советских Вооруженных Сил, был командиром отделения разведки. После демобилизации в 1985 г. переехал жить в Ленинград. Год он занимался в театре-студии «Перекресток» Вениамина Фильштинского, а в середине 1986 поступил в Ленинградский государственный институт театра музыки и кинематографии (ЛГИТМиК), где учился на одном потоке с будущим вокалистом «АукцЫона» и «Аты-Баты», а впоследствии популярным актёром Евгением Дятловым. В 1990 году он окончил ЛГИТМиК по специальности «актер театра и кино». Во время учёбы Михаил продолжал работать в театре «Перекрёсток» Вениамина Фильштинского, а также в театре «Сказки на Неве» и «Театре Миниатюр», с которым он объездил полстраны. В 1992 Новицкий оставил театральную работу, так как это мешало его музыкальным планам.
Ещё в Казахстане Новицкий начал сочинять песни и петь их под гитару, а осенью 1989-го, уже в Питере, открыл неофициальный клуб, получивший название «Чукотка», который размещался в подвале на улице Блохина, д. 15, через стенку от легендарной ныне котельной «Камчатка». Именно там осенью 1989 года и появилась на свет его первая группа «Автобус», которая регулярно записывалась, используя для этого магнитофон «Нота» — эти записи составили два первых альбома группы: «Перекрёсток» (1990) и «03-16» (1991). Эволюционируя от хард-рока к рэгги и балладам, за первую половину 1990-х группа накопила песен ещё на два альбома: «Репей-31» и «Чукотка» (оба в 1994). В 1993 Михаил начинает организовывать новую группу «СП Бабай». Первым крупным успехом «СП Бабай» стало участие в III Фестивале Уличных Музыкантов «Поющий Невский», который проходил на Думской площади в первых числах сентября 1996. Группа с первых же тактов расположила к себе и публику, и жюри, которое без особых споров присудило ей первое место. В 2001 и 2005 годах вместе с группой «СП Бабай» Михаил был участником культового фестиваля «Нашествие». Начиная с 1996 года группа записала 11 альбомов.
С 1994 г. Михаил занимается живописью, им написано более 500 полотен маслом. В 2008 г. были опубликованы его иллюстрации книги Александра Старцева «Путешествие на Чёрную Ухуру».
Михаил Новицкий работал также ведущим на радио и участвовал во многих телевизионных программах. В настоящее время живёт и работает в Санкт-Петербурге, руководитель и актёр театра песни «Театр Михаила Новицкого».
8 августа 2019 г. Михаил покорил западную вершину горы Эльбрус и на высоте 5642 м сделал премьеру своей песни про Эльбрус.

## Общественная деятельность
С 1996 года руководитель и участник театрально-музыкальной группы «СП Бабай».
С 2003 года организатор и лидер экологического движения «Зелёная волна». Движением спасено от застройки 9 скверов Санкт-Петербурга
1. Сквер в пер. Нестерова, д. 9;
2. Сквер на пересечении Бармалеевой ул. и Левашовского пр.;
3. Сквер на ул. Блохина, д. 20;
4. Сквер на Съезжинской ул., д. 32 (Сквер Спегальского);
5. Сквер на Стремянной ул., д. 9 (Эльфов садик);
6. Сквер на Мичуринской ул., д. 17;
7. Сквер на Малой Посадской ул., д. 14 (внутридворовой);
8. Сквер на Каменноостровском пр., д. 28/32 (Сад Андрея Петрова);
9. Сквер на пересечении ул. Ивана Фомина и пр. Просвещения.

Движение приняло активное участие в остановке амбициозного проекта Газпрома «Охта-центр». В акциях-посадках приняли участие многие достойные граждане. Это Юрий Шевчук, Андрей Петров, Юрий Кукин, Сергей Чиграков, Вадим Курылев, Александр Городницкий, Евгений Евтушенко, Александр Сокуров, Марина Капуро, Светлана Крючкова, Олег Гаркуша, Борис Гребенщиков, Тимур Шаов, Михаил Борзыкин, Виктор Бычков, Евгений Дога, Михаил Шемякин, Лариса Дмитриева, Илья Чёрт, Михаил Кане, Александр Чернецкий, Николай Резанов, Юрий Стоянов, Евгений Овечкин и многие другие. Участники движения посадили в Петербурге более 800 именных деревьев.
С 2000 года организатор международного фестиваля авторской песни им. В. С. Высоцкого «Лампушка» в Приозерском районе Ленинградской области на берегу одноимённого лесного озера близь посёлка Раздолье. В этом месте в 1972 году состоялся знаменитый Лесной концерт Владимира Высоцкого. Масштаб фестиваля более 3000 человек. Помимо того, Михаил Новицкий пишет сказки, рассказы, стихи, сценарии.
Михаил Новицкий — постоянный участник протестного движения, с середины нулевых годов постоянно выступал на митингах демократической оппозиции в Санкт-Петербурге, где исполнял критические песни собственного сочинения, посвящённые российским властям. Его песня «Путин, лыжи, Магадан» стала одним из неофициальных гимнов оппозиции. 15 января 2015 года во время митинга в поддержку Алексея и Олега Навальных, прошедшего на Марсовом поле, Новицкий спел сатирическую песню «Путин, хэллоу!». После чего музыканта стали подвергать жестокой цензуре: только в январе 2015-го было отменено два мероприятия с его участием.

## Дискография
- 1990 г. — «Перекрёсток»[2].
- 1991 г. — «03—16»[2].
- 1994 г. — «Репей-31»[2].
- 1994 г. — «Чукотка»[2].
- 1996 г. — Свободный полёт[18].
- 1997 г. — С кокардой в голове[19][20].
- 1999 г. — Полетела звезда[21].
- 2000 г. — СП Бабай Лучшее[21].
- 2001 г. — Лирический альбом[22].
- 2002 г. — Сказка про короля Арлиса[23].
- 2002 г. — Вжик по сердцу[24].
- 2003 г. — Стебалово[25].
- 2004 г. — Главные песни о разном[26].
- 2007 г. — На середине жизни[27][28][29].
- 2007 г. — Наш Высоцкий (концерт-спектакль, DVD+книга)[30].
- 2017 г. — Дорога домой.

## Фильмография
- 2009 г. — «Ни дня без подвига», реж. Максим Горсков, ENOT-video, документальный, главный персонаж[31].
- 2012 г. — «Поклонница», реж. Виталий Мельников, RWS, «Ленфильм», «Киномельница», полнометражный, роль пианиста, эпизод.
- 2012 г. — «Братство десанта», реж. Арменак Назикян, Виктор Татарский, Триикс Медиа, сериал, серий 16, ICTV, НТВ, роль заложника, жителя Чечни, эпизод.
- 2012 г. — «Я отменяю смерть» реж. Денис Скворцов, Павел Мальков, Репродакшн филмс, сериал 24 серии, Телеканал ТВ-3 — Глеб Андреев, бизнесмен, отец конкурсантки (10-я серия «Свежее лицо»).
- 2013 г. — «Лекарство против страха», реж. Александр Аравин, сериал, 16 серий, Россия-1, роль серба-беженца, эпизод.
- 2013 г. — «Пепел», реж. Вадим Перельман, WeiT Media, сериал, 10 серий, Россия-1, роль сидельца, эпизод.
- 2013 г. — «Жених», реж. Алексей Ведерников, роль второго плана — Привратник.
- 2013 г. — «Особый случай», реж. Александр Захаренков, Михаил Сапунов, Юрий Лейзеров, Филипп Коршунов, Тв-Партнёр, роль режиссёра театра.
- 2013 г. — «Литейный», реж. Александр Глинский, сериал, 173 серия «Эликсир бессмертия».
- 2014 г. — «Морские Дьяволы. Смерч 2», серии 43, 44 , роль — проводник.
- 2014 г. — «Трюкач», реж. Сергей Щербин, Форвард-Фильм, роль — кинооператор.
- 2014 г. — «Академия», реж. Анарио Мамедов, ТНТ, роль — лесник.
- 2014 г. — «Семейный альбом», реж. Леонид Прудковский, 1 канал, эпизод — забулдыга.
- 2014 г. — «Трек» реж. Илья Северов, эпизод — посетитель ресторана.
- 2014 г. — «Улицы разбитых фонарей», реж. Виктор Шкуратов, роль — Фарт, хозяин катрана[32].
- 2014 г. — «Маргинал», клип группы «Электрические партизаны», реж. Антон Косенко, роль — дед.
- 2014 г. — «Ментовские войны 9», реж. Денис Скворцов, роль — Скиф, бандит.
- 2014 г. — «Содом и Гоморра», реж. Михаил Новицкий, короткометражный, главные роли роли — учитель, ученик[33].
- 2015 г. — «Папани», «Папа на вырост», реж., сериал, роль — доктор[34].
- 2015 г. — «Развод по собственному желанию» («Трек»), реж. Илья Северов, «Ленфильм», эпизод — посетитель ресторана.
- 2015 г. — «Шаман-3», реж. Максим Кубринский, «Гамма-Продакшн», Студия «Заря», роль — Казбек, хозяин кафе.
- 2015 г. — «Семейный альбом» — эпизод.
- 2015 г. — «Морские дьяволы». Смерч-2, роль — проводник.
- 2018 г. — «Тайны следствия»-18, реж. Юрий Владовский, роль — Армен Манукян.
- 2018 г. — «Свои»-2. Колыбельная на смерть (30-я серия), роль — мужик из ЖЭКа.

## Спектакли

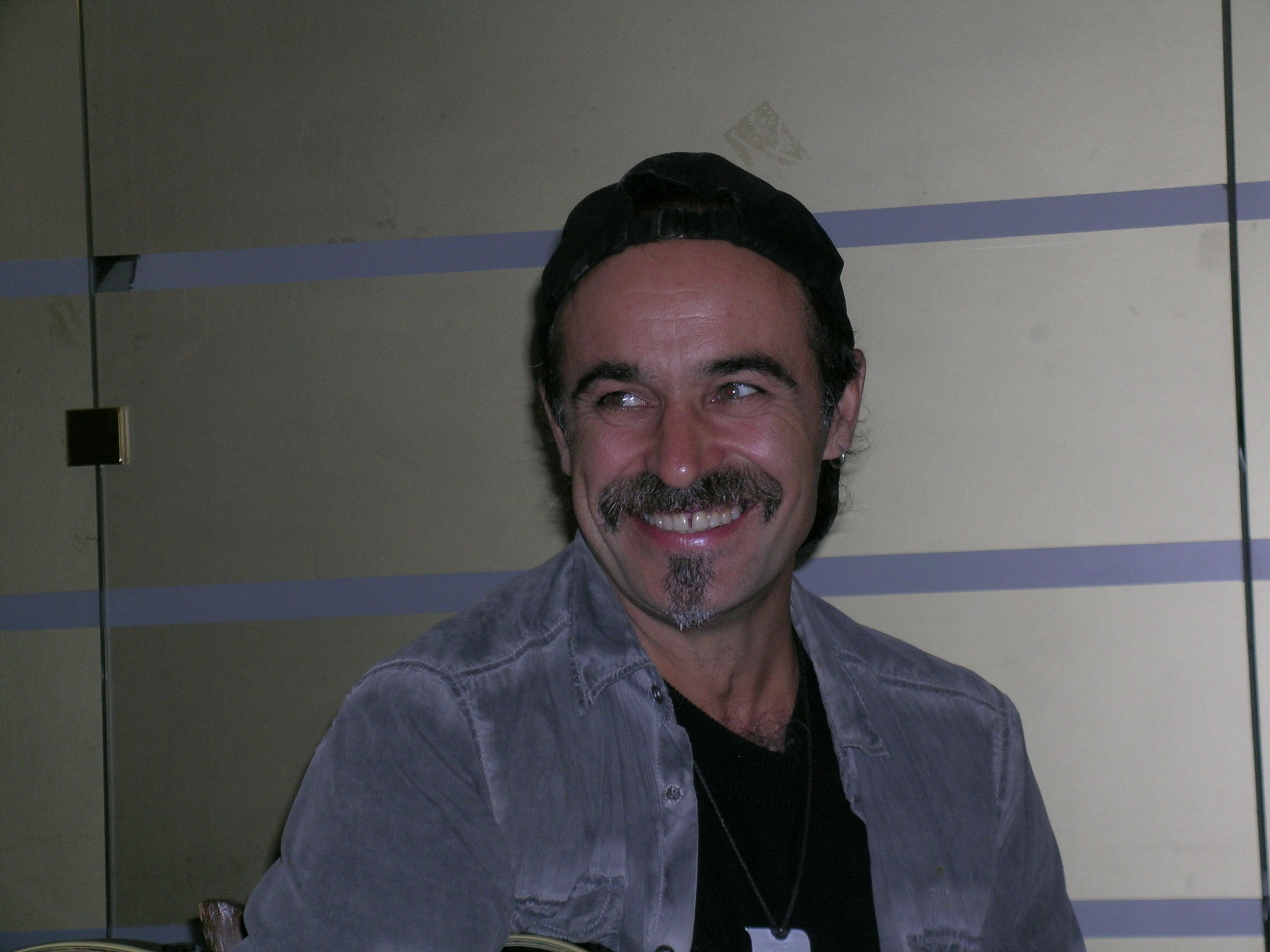
Творческая встреча 06.09.2015 посвящённая спектаклю Наш Визбор и памяти А. Н. Лобановского

- 1980 г. — «Счастливая скамейка», реж. Н. Пивоварова, Атбасарский театр драмы, роль: милиционер.
- 1980 г. — «Аз и Ферт», реж. Н. Пивоварова, Атбасарский театр драмы, роль: Фадеев.
- 1986 г. — «Карнавал Высоцкого», реж. Вениамин Фильштинский, Театр «Перекрёсток», роль: воин, поэт, мангуст.
- 1986 г. — «Дядя Ваня», реж. Вениамин Фильштинский, Театр «Перекрёсток», роль: работник.
- 1989 г. — «Утиная охота», реж. Константин Жуков, Учебный театр, роль: Зилов.
- 1990 г. — «Кот в сапогах», реж. Татьяна Савенкова, Театр «Сказки на Неве», роль: Кот.
- 1990 г. — «Дюймовочка», реж. Татьяна Савенкова, Театр «Сказки на Неве», роль: лягушонок.
- 1991 г. — «Пролетая над гнездом психушки», реж. Границын, Театр Миниатюр, роль: псих, начальник, матрос, певец.
- 2003 г. — «Наш Высоцкий», реж. Михаил Новицкий, Пётр Солдатенков, Театр Михаила Новицкого, спектакль по произведениям Владимира Высоцкого, главные роли: дедушка, пьяница, водитель, милиционер, прыгун, козёл, корсар, и др.
- 2013 г. — «Воланд и Маргарита», реж. Михаил Новицкий, гл. роль — Воланд, Театр Михаила Новицкого.
- 2014 г. — «Наш Визбор», реж. Михаил Новицкий, Театр Михаила Новицкого, главные роли: моряк, пьяница, гражданин и др.
- 2017 г. — «Маленький принц», реж. Михаил Новицкий, Театр Михаила Новицкого, роли: король, пьяница, автор.

## Основные публикации
- «Книга сказок для взрослых и детей» (2000)[6]
- «Зелёная среда», участие в сборнике (2009)[6]
- «Нестреляй и его друзья» (2010)[35] Изд. Комильфо, с. 104, тираж 2000 экз., ISBN 978-5-91339-152-0;
- «Начало и конец начал» (2011, сценарий) в сборнике «Настоящая фантастика-2011»[36]
- «Про Карлушу» (2013)[6], Издательство: Комильфо (Санкт-Петербург), 89 с., ISBN 978-5-91339-251-0
- «Чёрные окна», Изд. Норма, участие в сборнике (2015) — Сборник градозащитной поэзии.